# Serie Mundial Amateur de Béisbol de 1944
La VII Serie Mundial Amateur de Béisbol se llevó a cabo en Caracas, Venezuela del 12 de octubre al 18 de noviembre de 1944.

## Hechos destacados
- Como hecho destacado se resalta los 8 hits consecutivos de  Dumbo Fernández.
- Fue la primera participación de Colombia.

## Primera Ronda
Los cuatro primeros equipos clasificaron a la ronda final. Cuba superó 3-2 a República Dominicana en juego extra para desempatar el cuarto lugar.
| Posición | Equipo               | Ganados | Perdidos |
| -------- | -------------------- | ------- | -------- |
| 1        | México               | 6       | 1        |
| 2        | Panamá               | 5       | 2        |
| 3        | Venezuela            | 5       | 2        |
| 4        | Cuba                 | 5       | 3        |
| 5        | República Dominicana | 4       | 4        |
| 6        | Colombia             | 2       | 5        |
| 7        | Nicaragua            | 1       | 6        |
| 8        | Puerto Rico          | 1       | 6        |

## Ronda Final
Cuba obtuvo el bronce mientras Venezuela y México disputaron una serie final a dos juegos.
| Posición | Equipo    | Ganados | Perdidos |
| -------- | --------- | ------- | -------- |
| 1        | Venezuela | 2       | 1        |
| 2        | México    | 2       | 1        |
| 3        | Cuba      | 2       | 1        |
| 4        | Panamá    | 0       | 3        |

## Serie Final
| Posición | Equipo    | Ganados | Perdidos |
| -------- | --------- | ------- | -------- |
| 1        | Venezuela | 14      | 0        |
| 2        | México    | 11      | 2        |

| Venezuela         |
| Campeón Venezuela |
| Segundo título    |

## Clasificación Final
| Posición | Equipo               | Ganados | Perdidos |
| -------- | -------------------- | ------- | -------- |
| 1        | Venezuela            | 9       | 3        |
| 2        | México               | 8       | 4        |
| 3        | Cuba                 | 7       | 4        |
| 4        | Panamá               | 5       | 5        |
| 5        | República Dominicana | 4       | 4        |
| 6        | Colombia             | 2       | 5        |
| 7        | Nicaragua            | 1       | 6        |
| 8        | Puerto Rico          | 1       | 6        |